# Lago Snåsa

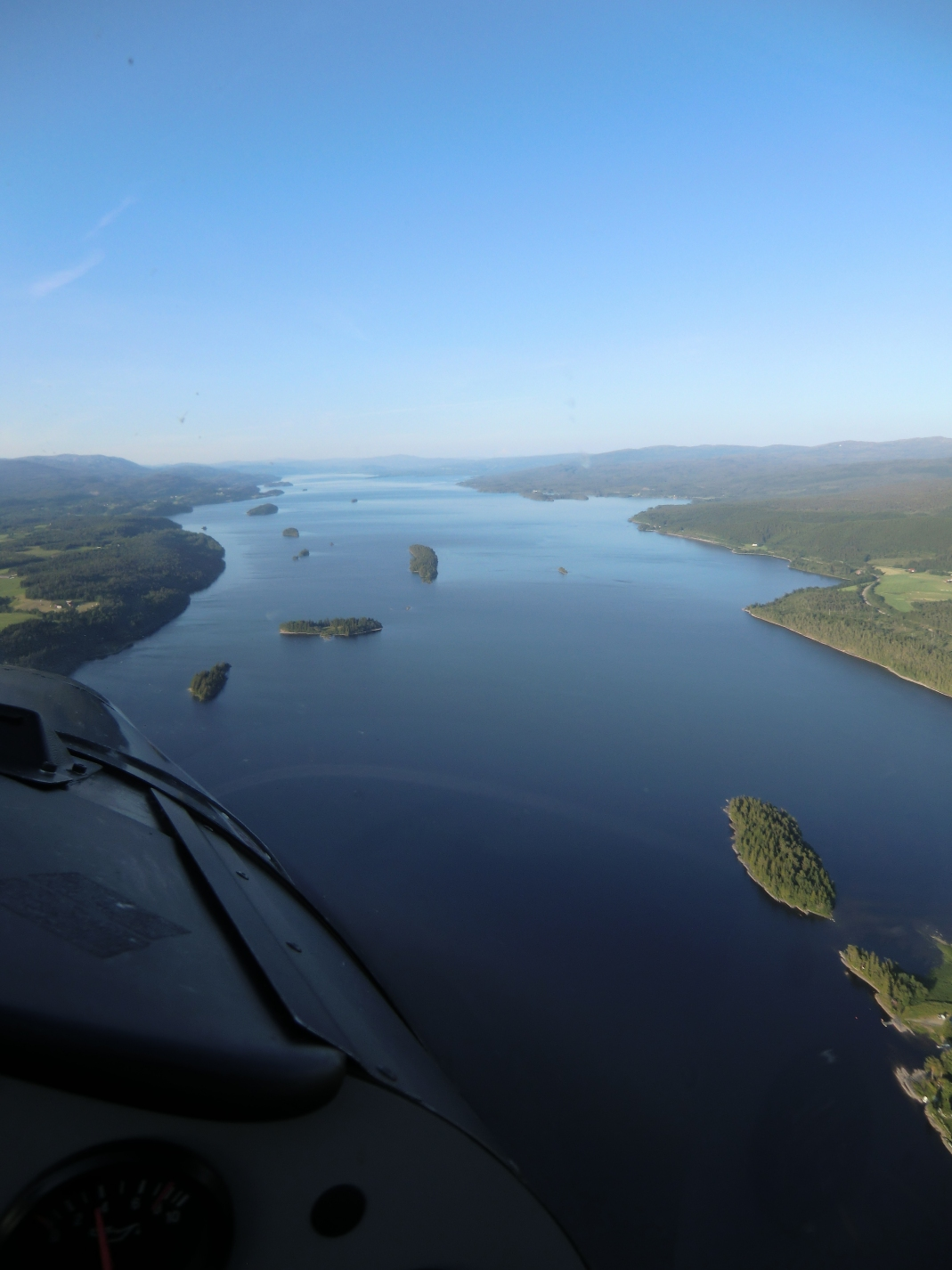
Vista de la parte septentrional del Snåsavatnet

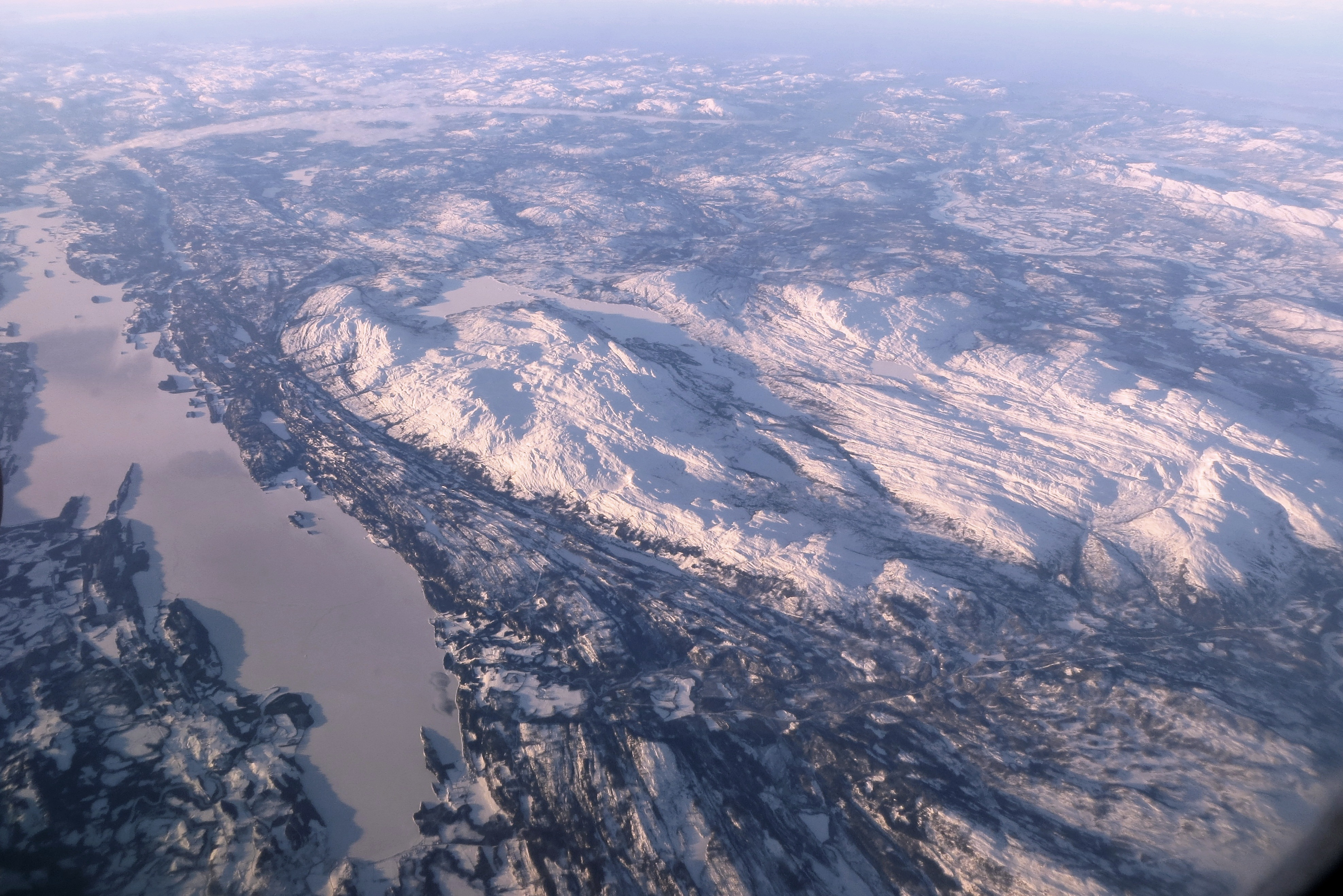
Vista del Snåsavatnet helado

El lago [de] Snåsa o Snåsavatnet (en noruego: Snåsavatnet) es un lago de agua dulce de Noruega, con 121,58 km², el sexto más extenso del país. El lago está situado a 24 m s. n. m. y tiene una profundidad máxima de 121 m. Administrativamente, el lago se encuentra en la provincia de Trøndelag y limita con los municipios de Steinkjer y Snåsa.
Las localidades de Følling y Sunnan se encuentran en el extremo suroeste del lago y la pequeña ciudad de Snåsa, que da nombre al lago y al municipio,  se encuentra en el extremo noreste del lago. La ruta europea E6 discurre a lo largo de la orilla norte del lago y el ferrocarril Nordlandsbanen corre a lo largo de la ribera sur.
El lago tiene unos 40 km de longitud y unos 3 km de anchura media. El lago fue creado por la erosión glacial. Como se ve en el mapa, el lago parece ser una extensión del fiordo de Trondheim. El lago desagua a través del corto río Byaelva, que desemboca en el Beitstadfjorden (un brazo del fiordo de Trondheim) en la ciudad de Steinkjer.